# 14.ª edición de los Premios Grammy
La 14.ª edición de los Premios Grammy se celebró el 15 de marzo de 1972 en el Felt Forum de Nueva York, en reconocimiento a los logros discográficos alcanzados por los artistas musicales durante el año anterior. El evento fue presentado por Andy Williams y fue televisado en Estados Unidos por ABC.

## Ganadores

### Generales
- Grabación del año
  - Lou Adler (productor) & Carole King por "It's Too Late"
- Álbum del año
  - Lou Adler (productor) & Carole King por Tapestry
- Canción del año
  - Carole King (cantautor) por "You've Got a Friend"
- Mejor artista novel
  - Carly Simon

### Clásica
- Mejor interpretación clásica - Orquesta
  - Carlo Maria Giulini (director) & Chicago Symphony Orchestra por Mahler: Sinfonía n.º 1
- Mejor interpretación vocal solista
  - Leontyne Price por Leontyne Price Sings Robert Schumann
- Mejor grabación de ópera
  - Richard Mohr (productor), Erich Leinsdorf (director), Grace Bumbry, Plácido Domingo, Sherrill Milnes, Leontyne Price, Ruggero Raimondi, John Aldis Choir & London Symphony Orchestra por Verdi: Aida
- Mejor interpretación coral (que no sea ópera)
  - Colin Davis (director), Russell Burgess & Arthur Oldham (directores de coro) Wandsworth School Boys Choir & Sinfónica de Londres por Berlioz: Requiem
- Mejor interpretación clásica - Solista o solistas instrumentales (con orquesta)
  - André Previn (director), Julian Bream & London Symphony Orchestra por Villa-Lobos: Concierto para guitarra
- Mejor interpretación clásica - Solista o solistas instrumentales (sin orquesta)
  - Vladimir Horowitz por Horowitz Plays Rachmaninoff (Études-Tableaux Piano Music; Sonatas)
- Mejor interpretación de música de cámara
  - Juilliard String Quartet por Debussy: Cuarteto en sol menor / Ravel: Cuarteto en fa mayor
- Álbum del año - Clásica
  - Thomas Frost, Richard Killough (productor) & Vladimir Horowitz por Horowitz Plays Rachmaninoff (Études-Tableaux Piano Music; Sonatas)

### Comedia
- Mejor interpretación de comedia
  - Lily Tomlin por This Is a Recording

### Composición y arreglos
- Mejor tema instrumental
  - Michel LeGrand (compositor) por "Theme From Summer of '42"
- Mejor banda sonora original de película o especial de televisión
  - Isaac Hayes (compositor) por Shaft
- Mejor arreglo instrumental
  - Isaac Hayes & Johnny Allen (arreglista); Isaac Hayes (intérprete) por "Theme From Shaft"
- Mejor arreglo de acompañamiento para vocalista(s)
  - Paul McCartney (arreglista); Paul & Linda McCartney (intérpretes) por "Uncle Albert/Admiral Halsey"

### Country
- Mejor interpretación vocal country, femenina
  - Sammi Smith por "Help Me Make It Through the Night"
- Mejor interpretación vocal country, masculina
  - Jerry Reed por "When You're Hot, You're Hot"
- Mejor interpretación country, duo o grupo - vocal o instrumental
  - Loretta Lynn & Conway Twitty por "After the Fire Is Gone"
- Mejor interpretación instrumental country
  - Chet Atkins por "Snowbird"
- Mejor canción country
  - Kris Kristofferson (compositor); Sammi Smith (intérprete) por "Help Me Make It Through the Night"

### Espectáculo musical
- Mejor álbum de espectáculo con reparto original
  - Stephen Schwartz (compositor & productor) por Godspell

### Folk
- Mejor grabación étnica o tradicional
  - Muddy Waters por They Call Me Muddy Waters

### Gospel
- Mejor interpretación gospel (que no sea gospel soul)
  - Charley Pride por "Let Me Live"
- Mejor interpretación gospel soul
  - Shirley Caesar por Put Your Hand in the Hand of the Man From Galilee
- Mejor interpretación sagrada
  - Charley Pride por Did You Think to Pray

### Hablado
- Mejor grabación hablada
  - Les Crane por Desiderata

### Infantil
- Mejor grabación para niños
  - Bill Cosby por Bill Cosby Talks to Kids About Drugs

### Jazz
- Mejor interpretación jazz de solista
  - Bill Evans & Bill Evans Trio por The Bill Evans Album
- Mejor interpretación jazz de grupo
  - Bill Evans & Bill Evans Trio por The Bill Evans Album
- Mejor interpretación jazz de big band
  - Duke Ellington por "New Orleans Suite"